# مات جويس
مات جويس (بالإنجليزية: Matt Joyce)‏ هو لاعب كرة قاعدة أمريكي، ولد في 3 أغسطس 1984 في تامبا في الولايات المتحدة.

## وصلات خارجية
- مات جويس على موقع دوري كرة القاعدة الرئيسي (الإنجليزية)
- مات جويس على موقعبيزبول رفرنس.كوم (الدوري الرئيسي) (الإنجليزية)
- مات جويس على موقعبيزبول رفرنس.كوم (الدوري الثانوي) (الإنجليزية)
- مات جويس على موقع إي إس بي إن.كوم (أم.أل.بي) (الإنجليزية)
- مات جويس على موقع مشجعي الرسوم البيانية (الإنجليزية)